# Giam lá tà
Giam lá tà (danh pháp khoa học: Grewia retusifolia) là một loài thực vật có hoa trong họ Cẩm quỳ. Loài này được Kurz mô tả khoa học đầu tiên năm 1872.